# Vincenzo Poletti
Vincenzo Poletti (Solarolo, 4 settembre 1906 – Faenza, 30 novembre 1979) è stato un presbitero, antifascista e saggista italiano.

## Biografia
Vincenzo Poletti nacque il 4 settembre 1906 a Solarolo, figlio di Tomaso Poletti e Adele Cavina. Studiò al Seminario di Faenza e intraprese la vita ecclesiastica. Si laureò in teologia, diritto e filosofia all’Università Gregoriana in Roma. Successivamente si laureò in Storia della Filosofia Medioevale all’Università di Bologna. Antifascista, organizzò nel 1938 a Faenza un centro di assistenza ai perseguitati dalle leggi razziali. 
A partire dal settembre 1940 guidò un attivo «Ufficio informazioni», primo in tutta la regione, che a mezzo della Croce Rossa di Berna e di Ginevra svolse una preziosa opera di collegamento tra prigionieri di guerra e rispettive famiglie. Poletti, che era all'epoca Vicario generale della Diocesi, non si limitava a captare le notizie e ritrasmetterle, ma andava di persona alla fonte. Nel maggio 1942, ritorna da Berna con oltre settecento messaggi provenienti da internati e prigionieri della diocesi di Faenza e della regione. Negli anni 1944 e 1945 si occupò in prima persona di assistenza ai profughi ed ai feriti dei bombardamenti. Fu nominato, su indicazione del Comitato di Liberazione Nazionale, commissario prefettizio di Castel Bolognese e commissario prefettizio di Cotignola.
Dal 1941 al 1943 fu insegnante di filosofia e storia del Liceo Classico Evangelista Torricelli di Faenza. Finita la guerra fu per molti anni stimato docente di filosofia morale e medioevale presso l'Università di Bologna. Scrisse numerosissime opere, con particolare riguardo alle figure di San Pier Damiani e Anselmo d'Aosta. 
Vincenzo Poletti morì a Faenza il 30 novembre 1979, mentre stava lavorando alla sua ultima opera: "La dottrina della libertà nella filosofia medievale".
Dal 1943 fu Capellano Conventuale ad honorem del Sovrano Militare Ordine di Malta, dal 1959 Prelato d'onore di Sua Santità, e Canonico della Cattedrale di Faenza.
Donò alla biblioteca comunale Manfrediana di Faenza la sua raccolta di più di tremila volumi di carattere filosofico, alcuni dei quali rarissimi, che costituiscono il fondo a lui dedicato.

## Opere
- La natura giuridica dei concordati postbellici nella dottrina canonica e nel diritto pubblico internazionale Roma: estratto dalla Rassegna di morale e diritto, 1937
- La natura giuridica dei concordati postbellici nella dottrina canonica e nel diritto pubblico internazionale; prefazione del prof. S. Romani  Roma : [s.n.], 1938 (Roma: Scuola tipografica missionaria domenicana)
- Studi giuridici Faenza: Stab. grafico F.lli Lega, 1941
- L'infinito nella poesia di G. Pascoli Faenza: F.lli Lega, 1941
- Aspetti della filosofia di T. Campanella Faenza: F.lli Lega, 1941
- Ricordando un artista faentino: Tommaso Dal Pozzo Faenza: F.lli Lega, 1941
- Aspetti della poesia di G. Pascoli Faenza: F.lli Lega, 1942
- Studi filosofici. 1. Faenza: F.lli Lega, 1944
- Alla cara memoria del sottotenente rag. Vincenzo Lega di anni 29 scomparso nel turbine di una orribile guerra Faenza: Tip. Lega, 1946
- Un anno fa al di là del Senio, in Il Piccolo, Faenza 21 aprile 1946
- In onore di santa Umiltà Faenza: Società tipografica faentina, 1949
- Il vero atteggiamento antidialettico di s. Pier Damiani Faenza : F. Lega, 1953
- Dolore e giustizia in Alessandro Manzoni: ricerca filosofica Faenza : F.lli Lega, 1953
- Questioni giuridico-morali Faenza: F.lli Lega, 1953
- Studi filosofici. 2. Faenza: F.lli Lega, 1953
- Sintesi per una morale sistematica Faenza: F.lli Lega, 1953
- Orizzonti nuovi della carità Faenza: Stab. grafico F. Lega, 1955
- L'ottantesimo genetliaco di Pio 12. Faenza: Stab. grafico F.lli Lega, 1956
- Nella gloria Faenza: Stab. grafico F. Lega, 1956
- Tutte le genti mi benediranno Faenza: Stab. grafico F.lli Lega, 1956
- Il criterio valorizzante. La coscienzialità vocazionale Faenza : Stab. grafico F.lli Lega, 1957
- San Giovanni Gualberto interprete del suo tempo Faenza : U.T.A., 1974
- Il significato di una celebrazione Faenza : Stab. grafico F.lli Lega, 1957
- L'ora di Dio Faenza : Stab. grafico F.lli Lega, 1957
- I doni natalizi Faenza : Stab. grafico F.lli Lega, 1958
- Introduzione per la ricerca del fondamento della morale Faenza: F.lli Lega, 1959
- Il cinquantesimo di vita religiosa di suor Salesia Sprea, superiora delle suore della carita dell'Ospedale civile di Faenza, 1910-1960 : discorso celebrativo tenuto alla presenza delle autorità cittadine, del comitato organizzatore e di un folto pubblico, il giorno 11 gennaio 1960 nell'atrio dell'Ospedale civile di Faenza Faenza : Stab. grafico f.lli Lega, 1960
- Prospettive del pensiero morale e politico di s. Pier Damiani Faenza : F.lli Lega, 1961
- Saggi e ricerche di filosofia Faenza : Stab. F.lli Lega, 1962
- Le Suore della carità e Pio IX Faenza : Stab. grafico F.lli Lega, 1962
- Certamente quest'uomo era giusto Faenza : F.lli Lega, 1963
- Cronaca di un venticinquesimo Faenza : Stab. grafico F.lli Lega, 1963
- Papa Paolo VI Faenza : Stab. grafico F.lli Lega, 1963
- Teilhard de Chardin / testo della conferenza tenuta da mons. prof. Vincenzo Poletti in Sala Brosadola il 23 febbraio 1964, stampa 1964 (Udine : Arti grafiche friulane)
- Dionigi Areopagita : brani scelti dalle opere / tradotti e commentati da Vincenzo Poletti  Faenza : Stab. grafico F.lli Lega, 1965
- Karl Barth : introduzione e brani scelti / a cura di Vincenzo Poletti, stampa 1966 (Bologna : Patron)
- Introduzione al Corso di storia della filosofia medioevale, 1974-75 / tenuto dal prof. V. Poletti ; appunti raccolti dagli studenti  Bologna : Editrice universitaria bolognina, 1975
- L'attualità di s. Paolo : ricordando il 19. centenario dell'arrivo dell'Apostolo in Italia: 60-1960 Faenza : Stab. grafico F.lli Lega, 1960
- Il Signore dei poveri che sorrideva sempre Faenza : Stab. grafico F.lli Lega, 1961
- Seguendo una grande impronta di carità Faenza : Stab. grafico F.lli Lega, 1965
- Commemorazione centenaria della Casa generalizia Faenza : Stab. grafico F.lli Lega, 1962
- Orizzonti nuovi della carità Faenza : Stab. grafico F.lli Lega, 1957
- Saggi filosofici Faenza: Stab. grafico F. Lega, 1956
- Introduzione per la ricerca del fondamento della morale Bologna : R. Patron, 1967
- Dionigi Areopagita : sintesi dottrinali e brani scelti dalle opere / a cura di Vincenzo Poletti  Faenza : F.lli Lega, 1967
- Il pensiero morale e religioso di Niccolò Machiavelli Faenza : Stab. grafico F.lli Lega, 1969
- Niccolò Machiavelli nel quinto. centenario della nascita : seduta straordinaria della Società Torricelliana : Faenza, 21 novembre 1969 Faenza : Stab. grafico F.lli Lega, 1970
- Pier Damiani e il secolo decimoprimo: saggio filosofico; presentazione di Piero Zama  Faenza : Stab. grafico F.lli Lega, 1972
- La personalità di Pier Damiani Faenza : Stab. grafico F.lli Lega, 1973
- Le correnti della scolastica nei secoli 10. e 11. : parte 1.: Il secolo 10., Alcuino e Gerberto : anno accademico 1973-74 / prof. Vincenzo Poletti  Bologna : Bolognina, 1974
- Anselmo d'Aosta filosofo mistico Faenza : F.lli Lega, 1975